# والاس، ویکتوریا
والاس (به انگلیسی: Wallace) یک شهرک در استرالیا است که در ویکتوریا (استرالیا) واقع شده‌است.